# Manuel Silvela y de Le Vielleuze
Manuel Silvela y de Le-Vielleuze (París, 9 de marzo de 1830-Madrid, 25 de mayo de 1892) fue un abogado, escritor, académico y político español.

## Biografía

### Primeros años y formación
Nació el 9 de marzo de 1830 en París, de padres españoles. Su padre era Francisco Agustín, de Valladolid, único hijo varón de Manuel Silvela y García de Aragón. Su madre era natural de San Sebastián —hija de Luis de Le-Vielleuze, un coronel del regimiento de Asturias, descendiente de familia belga—, Luisa de Le Vielleuze y Sotés.
Nacido en la misma casa de su abuelo paterno, que se había exiliado en Francia tras la guerra de la Independencia. Era hermano de Francisco, presidente del Consejo de Ministros, y Luis Silvela.
Hizo sus primeros estudios en Burdeos, volvió a España, tras la muerte de su abuelo y continuó su instrucción en Valladolid, donde comenzó los de Derecho, que terminó en la Universidad Central de Madrid.

### Ejercicio de la abogacía
Abogado a los 21 años, no tardó en figurar ventajosamente en las discusiones de la Academia de Jurisprudencia, al lado de Cánovas del Castillo, el marqués de la Vega de Armijo, Alcalá Galiano, Casa-Galindo y otras futuras celebridades. Sus grandes dotes intelectuales, bien dirigidas, hicieron de él un muy notable abogado y le dieron fortuna e independencia. El estudio de Manuel Silvela fue, durante muchos años, el primero, o de los primeros de la capital, y en él acabaron de formarse letrados no menos insignes, como Germán Gamazo.
Presidió dos veces la Real Academia de Jurisprudencia y Legislación y en otras dos ocasiones fue elegido decano del Ilustre Colegio de Abogados de Madrid.
Por entonces, sus tareas profesionales y aficiones literarias absorbían por completo su tiempo, pero la política le atrajo no mucho más tarde.

### Actividad política
Al comenzar su carrera política, figuró en las filas de la Unión Liberal de Antonio de los Ríos Rosas.
Diputado por el distrito abulense de Arenas de San Pedro durante el reinado de Isabel II entre 1863 y 1866, intervino ya entonces en varios debates parlamentarios.[cita requerida] Pronunció varios discursos que le dieron fama de orador intencionado y hábil.[cita requerida]
En 1865 cayó el Gobierno de Narváez y fue sustituido por O'Donnell, que confió a Silvela la Dirección general de Instrucción pública, lo que no le impidió combatir algunos proyectos de aquel Gobierno. A la caída del partido unionista volvió a la oposición, y en 1866 fue desterrado con otros diputados por haber firmado la protesta contra la clausura de las Cámaras. Figuró también entre los firmantes del Manifiesto a Isabel II, a consecuencia del cual fueron desterrados muchos personajes políticos.
Fue concejal del Ayuntamiento de Madrid en 1868 y poco después consejero de Estado. Fue elegido diputado por la circunscripción de Ávila en las elecciones constituyentes de 1869. Formó parte en ellas de la Comisión Constitucional y el 17 de mayo de 1869 pronunció un notabilísimo discurso en el que defendió el sufragio universal, la libertad religiosa, de imprenta, de reunión y asociación, todo dentro de una forma monárquica del Estado.
Fue senador por la provincia de Ávila entre 1871 y 1872.
Después de la proclamación del general Serrano como regente, Silvela obtuvo la cartera de Estado bajo la presidencia del general Prim (17 de junio de 1869) y trabajó por la candidatura del duque de Montpensier al trono; pero al convencerse de que ésta había fracasado, se retiró del Gobierno y permaneció alejado de la política hasta la proclamación de Alfonso XII, y aunque no había contribuido a ella no pudo ocultar sus simpatías por el nuevo monarca, acabando por ingresar en el Partido Conservador acaudillado por Cánovas del Castillo.
Senador de nuevo por la provincia de Ávila desde 1876, en 1883 se convirtió en senador vitalicio. Cánovas le nombró ministro de Estado el 14 de enero de 1877, conservando el cargo hasta marzo de 1879, en que fue sustituido por el marqués de Molins. El hecho culminante de su actuación ministerial fue el arreglo arancelario entre España y Francia.
Fue consejero de Instrucción Pública y en 1884 Embajador de España en París, cargo que dimitió al año. 
Falleció el 25 de mayo de 1892 en su casa de la madrileña calle de Almagro, verificándose su entierro al día siguiente en el cementerio de la Sacramental de San Isidro.

## Actividad literaria
Desde muy joven había colaborado en periódicos y revistas de Madrid, publicando trabajos que se recomendaron por su elegante y castizo estilo, erudición y amenidad, y que llegaron a ser traducidos a varios idiomas. Así popularizó pronto su pseudónimo “Velisla”, anagrama de su apellido, con que solía firmar sus trabajos literarios. Estos le llevaron en 1870 a la Real Academia Española, leyendo en el acto de su recepción un discurso sobre la influencia ejercida en el idioma y en el teatro español por la escuela clásica que floreció desde los comienzos del siglo XVIII. 
Colaboró en La Ilustración, Diario Español, Revista de España, El Heraldo y El Imparcial.
Fue elegido académico de número de la Real Academia Española.

## Obras literarias
- "Sin Nombre" (1868), Recopilación de artículos literarios.
- "Reseña analítica de las obras póstumas del memorable dramaturgo, reformador de nuestro teatro" (1868), referente a Leandro Fernández de Moratín
- "Le Jury Criminel en Espagne" (Montpellier, 1884)
- "Obras completas de Moratín, con notas y comentarios" (Madrid, 1890)
- "El bautizo de un libro"
- "El perfecto novelista"
- "Un verano de Felipe V"
- "Recuerdos de Extremadura"
- "Revista cantábrica" (1869)
- "Salir de Madrid" (1851)
- "La Alcarria"
- "Mañanas de La Granja"
- "Revista del Escorial"
- "Variaciones fáciles",
- Sobre el conocido tema "El amor y el matrimonio"
- "Un viaje por regiones desconocidas"
- "De la influencia de las construcciones modernas en la literatura"
- "De Madrid a Sevilla y Cádiz"
- "Literatura infinitesimal"
- "El abogado de pobres"
- "Revista de La Granja"
- "Cuatro capítulos de una novela inédita"
- "Desde Madrid a Toledo" (1854)
- "El castillo de «aunque os pese»"
- "Una Dalia y un puntapié"
- "La Opera y el Gobierno" (1865)
- "Apuntes críticos acerca de las poesías de Baeza, y por incidencia de las condiciones literarias del siglo"
- "El diccionario y la gastronomía"
- "Miscelánea"
- "La prensa ilustrada"
- "Un ukase"
- "Revista de la exposición de Bellas Artes" (1868)
- "Juicio crítico de la Restauración en 1881"
- "Los dineros del sacristán"
- "Al amor de la lumbre"
- "Negro y blanco" (1851)
- "La via sacra"
- "Recuerdos de Spa"
- "Disertación acerca de la influencia ejercida en el idioma y en el teatro español por la escuela clásica que floreció desde los comienzos del S.XVIII"
- "Un talego del Estado o el estado de un talego"
- "Sobre el diccionario de la Real Academia Española"
- "Fin de una polémica"
- "Últimas palabras sobre una polémica
- "En las aguas de Spa" (1887)
- "¡Viva Galicia!"

## Distinciones
Manuel Silvela fue nombrado gentilhombre de S.M. La reina Isabel II le nombró en 1852 caballero de la Orden Civil de San Juan de Jerusalén, y tras la incorporación de la Orden al gran maestrazgo de la Orden de Malta, Manuel Silvela ingresó en esta última en 1889 como caballero de Honor y Devoción, previas pruebas de la legitimidad, cristiandad y nobleza de sus cuatro apellidos. Y también fue:
- Caballero del collar de la Orden de Carlos III.
- Caballero gran cruz de la Orden de Pío IX.
- Gran cruz de la Legión de Honor.
- Gran cruz del Mérito Naval de España.
- Caballero gran cruz de la Orden del Águila Roja.
- Caballero gran cruz de la Orden de los Santos Mauricio y Lázaro,
- Caballero gran cruz de la Orden de Leopoldo de Bélgica y de la Orden de Leopoldo de Austria.
- Caballero gran cruz de la Orden de Nuestra Señora de la Concepción de Villaviciosa de Portugal,
- Caballero gran cruz de la Rosa del Brasil.
- Caballero gran cruz de la Orden de San Olaf, del León de Zaeringen, del León y del Sol de Persia, de San Carlos de Mónaco, de la Orden de Birmania y de otras órdenes españolas y extranjeras.

Una calle en Madrid y otra en Spa (Bélgica) llevan su nombre.

## Familia
Casó con Faustina Casado y Posadillo, hija del senador y capitán de Granaderos Mateo Casado, héroe laureado en la Guerra de Independencia, quien fue a su vez nombrada dama de la Orden de las Damas Nobles de la Reina María Luisa. De este matrimonio nacieron seis hijos: Manuel, Isabel (condesa de Maluque), Francisco Agustín (marqués de Santa María de Silvela), Mateo, Luis (también ministro de Negocios Extranjeros en la Regencia de María Cristina y padre de la I marquesa de Zurgena) y Faustino.